# 圣维森特港
圣维森特港，是西班牙卡斯蒂利亚-拉曼恰托莱多省的一个市镇。总面积47平方公里，总人口256人（2001年），人口密度5人/平方公里。